# Ménerbes
Ménerbes is een gemeente in het Franse departement Vaucluse (regio Provence-Alpes-Côte d'Azur) en telt 995 inwoners (1999). De plaats maakt deel uit van het arrondissement Apt.

## Bekende inwoners
Het dorpje dankt zijn faam vooral aan zijn bekendste voormalige inwoner, de Britse schrijver Peter Mayle (1939-2018), bekend van zijn boek A Year in Provence (1989), waarin hij schrijft over zijn lotgevallen in het eerste jaar waarin hij Londen inruilde voor een boerderij in de Provence.
De fotografe en schilderes Dora Maar, ook bekend als muze van Picasso, had een huis in Ménerbes.

## Bezienswaardigheden
De belangrijkste bezienswaardigheden van het dorp zijn de Abbaye St-Hilaire, het Maison de la Truffe et du Vin en het Musée du Tire-bouchon, een museum gewijd aan kurkentrekkers. Het plaatsje is lid van Les Plus Beaux Villages de France.

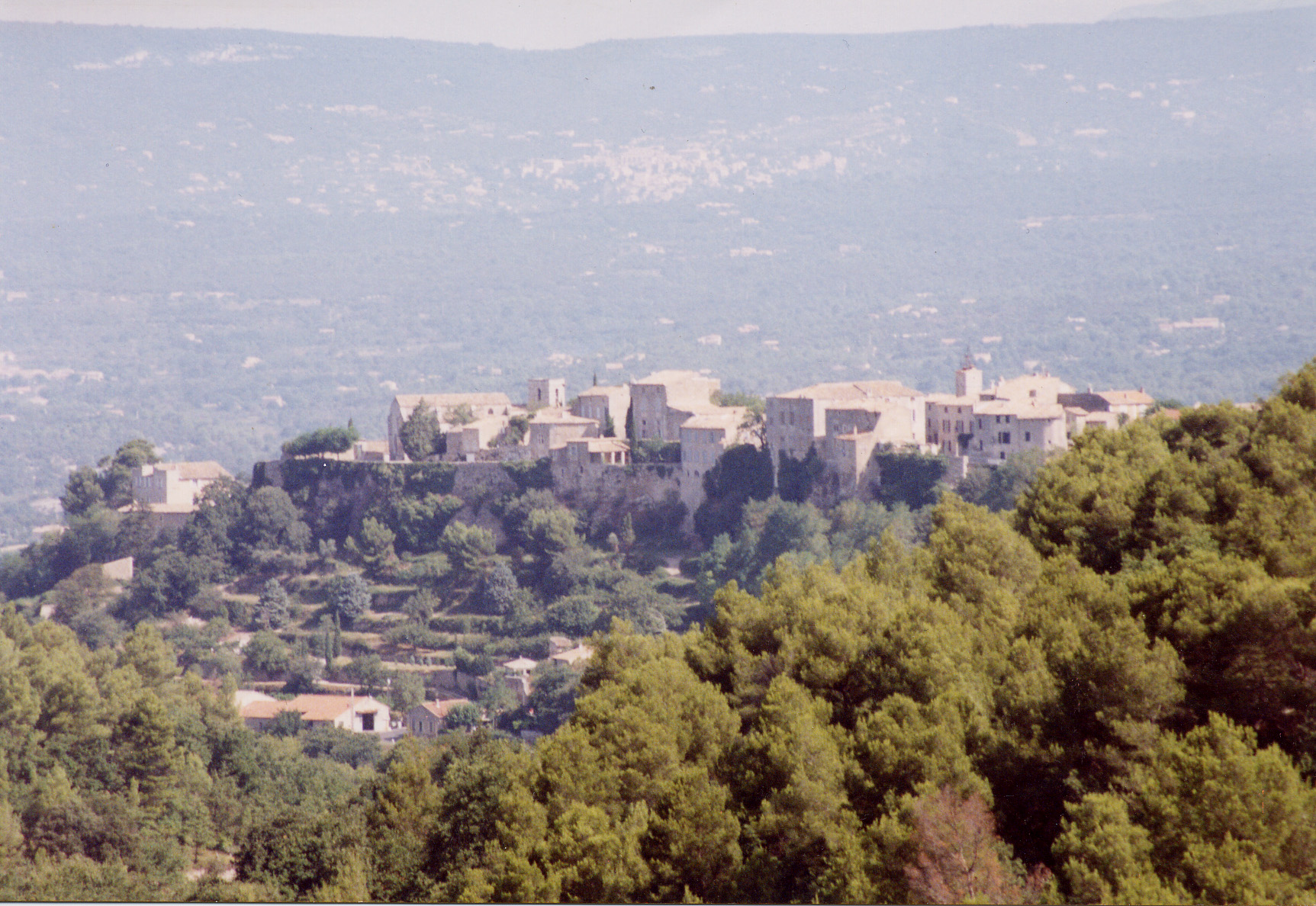
Ménerbes

## Geografie
De oppervlakte van Ménerbes bedraagt 30,2 km², de bevolkingsdichtheid is 32,9 inwoners per km².
De onderstaande kaart toont de ligging van Ménerbes met de belangrijkste infrastructuur en aangrenzende gemeenten.

## Demografie
Onderstaande figuur toont het verloop van het inwonertal (bron: INSEE-tellingen).